# De Geus onder studenten
De geus; (onder studenten) was een verzetsblad uit de Tweede Wereldoorlog, dat vanaf 4 oktober 1940 tot en met 13 juli 1944 in Den Haag werd uitgegeven. Het blad verscheen in 1940, 1941 en 1943 maandelijks, verder onregelmatig in een oplage tussen de 250 en 8000 exemplaren. Het werd aanvankelijk gestencild, en vanaf november 1942 gedrukt en de inhoud bestond voornamelijk uit opinie-artikelen.
Het blad werd uitgegeven door Jan Drion en Huib Drion, twee Leidse studenten. Het blad was de spreekbuis van de Raad van Negen die het studentenverzet leidde. Het blad keerde zich fel tegen de Nederlandse Unie en was een belangrijk instrument bij het verzet tegen de door de Duitse bezetter geëiste loyaliteitsverklaring, de studentenstaking en de tewerkstelling van Nederlandse studenten in Duitsland.

## Betrokken personen
- Jan Drion
- Huib Drion

## Gerelateerde kranten
- De Leidsche brief[1]
- Cereales vadenses[2]
- Sol justitiae; het Utrechts studentenblad[3]